# MKE Ankaragücü
Makina Kimya Endüstrisi Ankaragücü ili MKE Ankaragücü turski je nogometni klub iz Ankare. Trenutačno se natječe u Süper Ligu.

## Europski nastupi
UEFA Kup pobjednika kupova:
| Sezona    | Kolo    | Klub               | Doma | U gostima | Ukupno |
| --------- | ------- | ------------------ | ---- | --------- | ------ |
| 1972./73. | 1. kolo | Leeds United       | 1:1  | 0:1       | 1:2    |
| 1973./74. | 1. kolo | Rangers            | 0:2  | 0:4       | 0:6    |
| 1981./82. | 1. kolo | SKA Rostov-na-Donu | 0:2  | 0:3       | 0:5    |

Kup UEFA/UEFA Europska liga:
| Sezona    | Kolo    | Klub            | Doma | U gostima | Ukupno |
| --------- | ------- | --------------- | ---- | --------- | ------ |
| 1999./00. | kvalif. | B36 Tórshavn    | 1:0  | 1:0       | 2:0    |
| 1999./00. | 1. kolo | Atlético Madrid | 1:0  | 0:3       | 1:3    |
| 2002./03. | kvalif. | Alavés          | 1:2  | 0:3       | 1:5    |

## Domaći naslovi
Turski nogometni kup
- osvajači 1971./72., 1980./81.
- finalisti 1972./73., 1981./82., 1990./91.

Tursko nogometno prvenstvo
- 1949.